# Het beeld van de mens
Het beeld van de mens is een hoorspel van Peter Lotar. Das Bild des Menschen: Gespräche einer letzten Nacht werd op 21 juli 1952 door de Nordwestdeutscher Rundfunk uitgezonden. De KRO zond het uit in het programma Avondtheater op vrijdag 10 april 1964 (met een herhaling op donderdag 10 augustus 1995). Vertaler en regisseur was Léon Povel. Het hoorspel duurde 72 minuten.

## Rolbezetting
- Paul van der Lek (de graaf)
- Richard Flink (de pastoor)
- Gerard Hartkamp (de president van het gerechtshof)
- Peter Aryans (de arbeider)
- André van den Heuvel (de generaal)
- Louis de Bree (de professor)
- Harry Bronk (de student)
- Jan Borkus (de overste)
- Jos van Turenhout & Jo Vischer sr. (de bewakers)

## Inhoud
Het hoorspel handelt over het verzet tegen een machtsregime. Zonder concrete verwijzingen te maken, refereert de auteur naar de gebeurtenissen van 20 juli 1944, de aanslag op Hitler. Peter Lotar werpt de vragen op: "Moet men verzet plegen? Wie is daartoe geroepen?" Hij belicht de ter sprake gebrachte problemen vanuit ethische hoek en dan wijst hij op de weg naar de heling van het verstoorde mensbeeld. Die moet van de enkeling uitgaan. Voor Lotar is het duidelijk: recht op en plicht  tot verzet,  "Alleen God kan de opdracht geven..."